# Valobran Kaše
Valobran Kaše je građevina u Dubrovniku, namijenjena zaštiti stare gradske luke od utjecaja valova.

## Povijest
Dubrovačka stara gradska luka je zbog nepovoljnog položaja bila izložena udarima juga i valova pa je Veliko vijeće već 26. srpnja 1347. odlučilo izgraditi lukobran dužine 25 sežanja (oko 51 m) od položaja kule (danas u sastavu tvrđave sveti Ivan) u pravcu sjeveroistoka. Gradnja lukobrana je započela 1484. godine, a radovi su završeni 1487. no sve do danas se na tom prostoru nabacuje veliko kamenje. Kaše su građene po nacrtu poznatog dubrovačkog graditelja Paskoja Miličevića, s pomoću drvenih sanduka (dubrovački kašeta) i jedan su od najzanimljivijih dostignuća iz razdoblja Dubrovačke Republike. Troškovi gradnje su iznosili 5700 dukata. Osim zaštite od udara vjetra i valova Kaše su služile kao zaštita od upada neprijateljskih brodova u staru gradsku luku. S tvrđave Sveti Ivan, preko Kaša, do mosta na istočnom ulazu u Stari Grad, zatezao se veliki i debeli metalni lanac kao zapreka uplovljavanju neprijateljskih brodova.

## Naziv
Naziv ovog valobrana potječe iz množine riječi kašeta, dubrovačkog naziva za drveni sanduk, uz pomoć kojih su se Kaše gradile. Stara gradska luka se, prema nekim starijim zapisima i pomorskim zemljovidima, nazivala Luka Kašun (tal. Porto Cassone).

## Obnova
Valobran Kaše u staroj dubrovačkoj luci oštećen je u potresu 1979. i u Domovinskom ratu 1991. godine. Kao dio spomeničke cjeline stare gradske jezgre Dubrovnika, Kaše su pod zaštitom UNESCO-a, a uskoro će ovaj poznati lukobran biti u potpunosti obnovljen.

## Vanjske poveznice
- Slobodna Dalmacija - Obnova valobrana Kaše